# 第261独立特殊任務支隊 (カザフスタン空中機動軍)
第261独立特殊任務支隊は、カザフスタン陸軍の支隊級（大隊）の特殊部隊。

## 概要
支隊は、2005年に創設され、空中機動軍情報局に従属する。支隊の将校は、アメリカのレンジャー課程とNATOの指揮幕僚課程（スロバキア軍）を受けている。 

## 編制
支隊は、3個コマンド（中隊）から成る。
- コマンド「A」 - 偵察・強襲部隊。BTR-80 x 10両装備
- コマンド「B」 - 山岳偵察部隊。12.7mm機関銃とAGS-17を装備するUAZの高機動車を8～10両装備
- コマンド「M」 - 海上偵察部隊。上陸用舟艇と潜水装具を装備